# مات كاربنتر
مات كاربنتر (بالإنجليزية: Matt Carpenter)‏ هو عداء ألتراماراثون ‏ أمريكي، ولد في 20 يوليو 1964 في آشفيل في الولايات المتحدة.

## وصلات خارجية
- مات كاربنتر على موقع الاتحاد الألماني للألترا ماراثون (الإنجليزية)
- مات كاربنتر على موقع رابطة إحصائيات سباق الطريق (الإنجليزية)
- مات كاربنتر على موقع الرابطة الدولية لركض المسار (الإنجليزية)